# Good Old Boys
Albums de Randy Newman
Sail Away
(1972) Little Criminals
(1977)
Good Old Boys (1974) est le 4e album studio de l'auteur-compositeur-interprète rock américain, Randy Newman.

## Présentation
Les chansons portent sur divers travers passés du Sud des États-Unis tels que l'esclavage, le racisme (Rednecks) et la pauvreté (Mr. President (Have Pity on the Working Man)), mais avec un ton ironique ,.
Randy Newman est accompagné notamment par Ry Cooder et trois membres du groupe The Eagles (Glenn Frey, Don Henley et Bernie Leadon).
L'album a eu un bon succès commercial, restant 21 semaines dans le classement du Billboard 200, atteignant le 36e rang.
En 2003, le magazine Rolling Stone lui a accordé la 393e place dans son classement des 500 plus grands albums de tous les temps (la 394e place du classement 2012). Il également fait partie des 1001 albums qu'il faut avoir écoutés dans sa vie.

## Titres de l’album
1. Rednecks
2. Birmingham
3. Marie
4. Mr. President (Have Pity on the Working Man)
5. Guilty
6. Louisiana 1927
7. Every Man a King
8. Kingfish
9. Naked Man'
10. Wedding in Cherokee County
11. Back on My Feet Again
12. Rollin'

L'album a été réédité en 2002 sous la forme d'un double CD avec les titres qui suivent sur le deuxième CD.
1. Johnny Cutler's Birthday Rednecks
2. If We Didn't Have Jesus
3. Birmingham
4. Joke
5. Louisiana
6. My Daddy Knew Dixie Howell
7. Shining
8. Marie
9. Good Morning
10. Birmingham Redux
11. Doctor Doctor
12. Albanian Anthem
13. Rolling

## Musiciens
- Randy Newman - claviers, pianos acoustique et électrique, synthétiseur ARP, chant
- Ry Cooder - guitare sur Back on My Feet Again
- Ron Elliott - guitare acoustique
- Glenn Frey - guitare, chant
- Dennis Budimir - guitare acoustique
- Al Perkins - guitare pedal steel
- John Platania - guitare électrique
- Russ Titelman - basse
- Willie Weeks - basse
- Red Callender - basse
- Malcolm Cecil - synthétiseur ARP, programmation
- Robert Margouleff - synthétiseur ARP, programmation
- Nick DeCaro - chef d'orchestre
- Don Henley - chœurs
- Bernie Leadon - chœurs
- Andy Newmark - batterie
- Jim Keltner - batterie
- Milt Holland - batterie
- Bobbye Hall - percussions